# Centre d'Esports Sabadell F.C. "B"
El Centre d'Esports Sabadell Futbol Club "B" es un club de fútbol español con sede en el estadio Pepín Valls de la ciudad de Castellar, en la provincia de Barcelona (Cataluña, España), es el filial del Centre d'Esports Sabadell. Fue fundado en 1969 tras su desaparición en la temporada 2002/2003 fue refundado en la temporada 2006/2007 y actualmente juega en La Lliga Elit (en castellano, «Liga Élite») anteriormente llamada Superliga Catalana, es la liga que constituye el sexto nivel de competición de fútbol en Cataluña, y el primer nivel de las divisiones regionales en esta comunidad. Su organización corre a cargo de la Federación Catalana de Fútbol.

## Historia

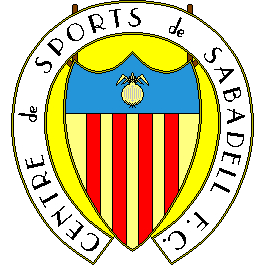
Escudo de 1903

En la temporada 1969/1970, con el primer equipo en Primera División, fue la temporada en que la gestión administrativa del club decidió fundar el Centre d'Esports Sabadell F.C. "B". Pero no empezó a competir hasta la temporada 1970/1971 en Regional Preferente.
El filial estuvo tres temporadas seguidas en Regional Preferente, después que en la temporada 1972/1973, descendiera a Primera Regional, tras quedar en 19.ª posición de la clasificación. La temporada 1973/1974, terminó muy bien para el filial Arlequinado, terminó en séptima posición en la tabla clasificadora. En Primera Regional el filial Arlequinado, se mantuvo solamente tres temporadas, ya que en la temporada 1975/1976 descendió a Segunda Regional, aunque no estuvo demasiado tiempo, en la misma temporada tras descender 1976/1977 volvió a Primera Regional logrando la primera posición en la tabla, en la cual volvió a estar tres temporadas, en la temporada 1979/1980, volvió a descender a Segunda Regional.
Esta vez en Segunda Regional estuvo nueve temporadas, en la primera temporada 1980/1981 logró a estar en octava posición. En la temporada 1988/1980, volvió a ascender a Primera Regional logrando una gran temporada que le hizo lograr la primera posición. En la temporada 1982/1983, volvió a ascender de nuevo, esta vez para volver tras 20 años a Regional Preferente.
En la temporada 1990/1991 en la cual el filial volvió a competir en Regional Preferente, hubo una reestructuración de categorías de la Federació Catalana de Futbol, en que pasó de competir a Regional Preferente a Primera Catalana.
En la primera temporada en Primera Catalana, logró un sexto puesto, en la segunda temporada logró ascender a Tercera División de España, pero no sube por el descenso administrativo del primer equipo.
Tras no haber ascendido por causa del descenso administrativo del primer equipo, la campaña 1993/1994, no empezó en buen pie ya que en esa misma temporada descendió a Regional Preferente, tras lograr un mediocre 19º puesto en la tabla. En volver a Regional Preferente, volvió a descender hasta Primera Regional, en quedar en 16.ª posición. Estuvo tres temporadas en Primera Regional, ya que la temporada 1997/1998, descendió a Segunda Regional.
En Segunda Regional 1998/1999, logró la segunda posición, no subió por perder promoción con el Guimerense (0-2 y 4-2). Se mantuvo en Segunda Regional tres temporadas más, hasta que la temporada 2002/2003 desapareció tras tener 33 años de historia. Se refundó en 2005, después que en la temporada 2005/2006 se fusionó con el Can Llong. En 2006, volvió a competir en Segunda Regional, con su refundación sus registros mejoró, se mantuvo en la posición noble de la tabla cuatro temporadas seguidas.
En la temporada 2009/2010, ascendió a Primera Regional, después de ganar 0-2 a AE Prat, la última jornada de liga. En la temporada 2010/2011 hubo una nueva restructuración de categorías en que le hace pasar de Primera Regional a Segona Catalana.
En Segunda Catalana estuvo dos temporadas ya que en la temporada 2012/2013, ascendió a Primera Catalana, tras lograr el primer puesto. En la temporada 2013/2014, volvió a ascender, esta vez a Tercera División de España al ganar promoción al UD Viladecans.
Actualmente el filial milita  en La 3ª RFEF, Su organización corre a cargo de la misma Real Federación Española de Fútbol.

## Himno
El himno oficial del filial es el mismo que el del primer equipo, el himno se llama Honor al Sabadell, escrito por Lluís Papell con música de Adolf Cabané. Sin embargo, entre 1983 y 1991 el club utilizó como oficial el himno Sempre endavant Sabadell, compuesto por Ramon Montlleó.
https://www.youtube.com/watch?v=5j_MT5ozxaE

## Estadio
El estadio del filial se llama Complejo Deportivo Olimpya. Situado en la calle de l’Apúlia, 40 - Sabadell, con un aforo de 800 espectadores.
Tras ascender en la temporada 2013/2014, la directiva del Centre d'Esports Sabadell Futbol Club, llega a un acuerdo con el ayuntamiento de Castellar, para que el filial arlequinado dispute cómo local en el Nou Municipal Pepín Valls de Castellar.
El Centre d'Esports Sabadell Futbol Club y el Ayuntamiento de Castellar finalizan el acuerdo que tenían en la temporada 2015/2016, a partir de este momento el filial arlequinado disputa sus partidos en el Poliesportiu Olimpia de Sabadell.

## Datos del club
- Temporadas en Tercera División de España: 3
- Temporadas en Primera Catalana: 13
- Temporadas en Segunda Catalana: 13
- Temporadas en Tercera Catalana: 17

### Plantilla y cuerpo técnico 2020/21
*Esta tabla está en permanente revisión*

## Presidentes
- Ricart Rosson (1955-1958, 1965-1973)
- Francesc Valldeperas (1975-1983)
- Rafael Arroyos (1983-1987, 1991-1993)
- Alfred Besonias (1987-1991)
- Miquel Arroyos (1996-2002)
- Joan Soteras Vigo (1994-1996, 2006-2013 )
- Keisuke Sakamoto (2013-2015)
- Antoni Reguant (2015-2018)
- Esteve Calzada (2018-Actualidad)